# Maladie multigénique
Une maladie multigénique est une maladie génétique pour laquelle plusieurs gènes sont impliqués dans son émergence.
Les symptômes d'une maladie multigénique  peuvent ainsi apparaître chez deux patients qui présentent des mutations différentes (la mutation A ou la mutation B provoque la maladie). Ceci est différent d'une maladie polygénique qui est causée par plusieurs mutations concomitantes chez le même malade (la mutation A et la mutation B provoquent la maladie).

## Exemples
- La sclérose en plaques ;
- Le cancer[2].
- Le psoriasis